# Poza de la Vega
Poza de la Vega is een gemeente in de Spaanse provincie Palencia in de regio Castilië en León met een oppervlakte van 24,29 km². Poza de la Vega telt 215 inwoners (1 januari 2016).

## Demografische ontwikkeling
Bron: INE, 1857-2011: volkstellingen